# (29650) Toldy
(29650) Toldy est un astéroïde de la ceinture principale.

## Description
(29650) Toldy est un astéroïde de la ceinture principale. Il fut découvert le 23 novembre 1998 à Modra par Adrián Galád et Peter Kolény. Il présente une orbite caractérisée par un demi-grand axe de 2,31 UA, une excentricité de 0,15 et une inclinaison de 8,0° par rapport à l'écliptique.

## Compléments